# Grup de la fluorita
El grup de la fluorita és un grup mineral de la categoria dels halurs. El grup engloba tres minerals: la fluorita (CaF₂), la fluorocronita (PbF₂) i l'estronciofluorita (SrF₂). Els membres del grup han estat descrit en tots els continents. Va ser publicat per primera vegada l'any 2010, i aprovat per l'Associació Mineralògica Internacional l'any 2011.
La fórmula general del grup és MX₂, on M pot ser substiduïda per Ca, Pb i Sr i X per F.
El grup està integrat per tres espècies minerals: 
| Espècie           | Fórmula |
| ----------------- | ------- |
| Fluorita          | CaF₂    |
| Fluorocronita     | PbF₂    |
| Estronciofluorita | SrF₂    |

En petrologia, els minerals del grup de la fluorita són un component essencial de la borengita, una roca ígnea ultrapotàssica afanaica amb les concentracions més altes de K₂O registrades (més del 14% en percentatge) entre les roques alcalines, i un component accessori en granits rics en fluor.

## Jaciments
La fluorita es troba àmpliament distribuïda per tot el planeta, al contrari de la fluorocronita que ha estat descrita únicament a la República de Sakha (Rússia), i de l'estronciofluorita, descrita només a la Península de Kola (Rússia). Als territoris de parla catalana destaquen les mines de Gualba, els afloraments de Singuerlín, les mines d'Osor i la mina Atrevida; també són força coneguts els exemplars octaèdrics de color verd molt luminescents de la mina i pedrera Berta (terme municipal de Sant Cugat del Vallès, Vallès Occidental) i els cúbics de diversos colors de Sant Marçal del Montseny (Viladrau, Osona).